# 约翰·雅各布·舍雷尔
约翰·雅各布·舍雷尔（德語：Johann Jakob Scherer，1825年11月10日—1878年12月23日）是一位瑞士政治家，瑞士联邦委员会委员（1872年-1878年）。他于1872年7月12日当选为联邦委员会委员，至1878年12月23日在任内去世为止。约翰·雅各布·舍雷尔是瑞士自由民主党成员。
在任期内，他主要主持领导了以下部门的工作：
- 财政部（1872年-1873年）
- 铁道与贸易部 （1873年-1874年）
- 政治部（1875年）
- 军事部（英语：Military Department (Switzerland)）（1876年-1878年）

其于1878年担任 。